# Gilles Perez
Pour les articles homonymes, voir Perez.
Gilles Perez, né en 1954 à Clermont-Ferrand (Puy-de-Dôme), est un sculpteur et un tailleur de pierre français.

## Biographie
Gilles Perez naît en 1954 à Clermont-Ferrand. Il commence sa formation avec le granit, il travaille aussi la lave. Sculpteur et tailleur de pierre depuis 1979, il s'est spécialisé dans la sculpture monumentale. Il travaille la pierre volcanique de Volvic.
Dans les années 1980 il s'installe à Chapdes-Beaufort.
Vers les années 1990, dans les Combrailles, il crée Le Chemin Fais'Art, long de 7 kilomètres, il est bordé de sculptures monumentales, au nombre d'une vingtaine, elles sont construites en roche volcanique.
En 2000, Gilles Perez a participé au symposium d'Assouan en Égypte.[réf. nécessaire]

## Expositions

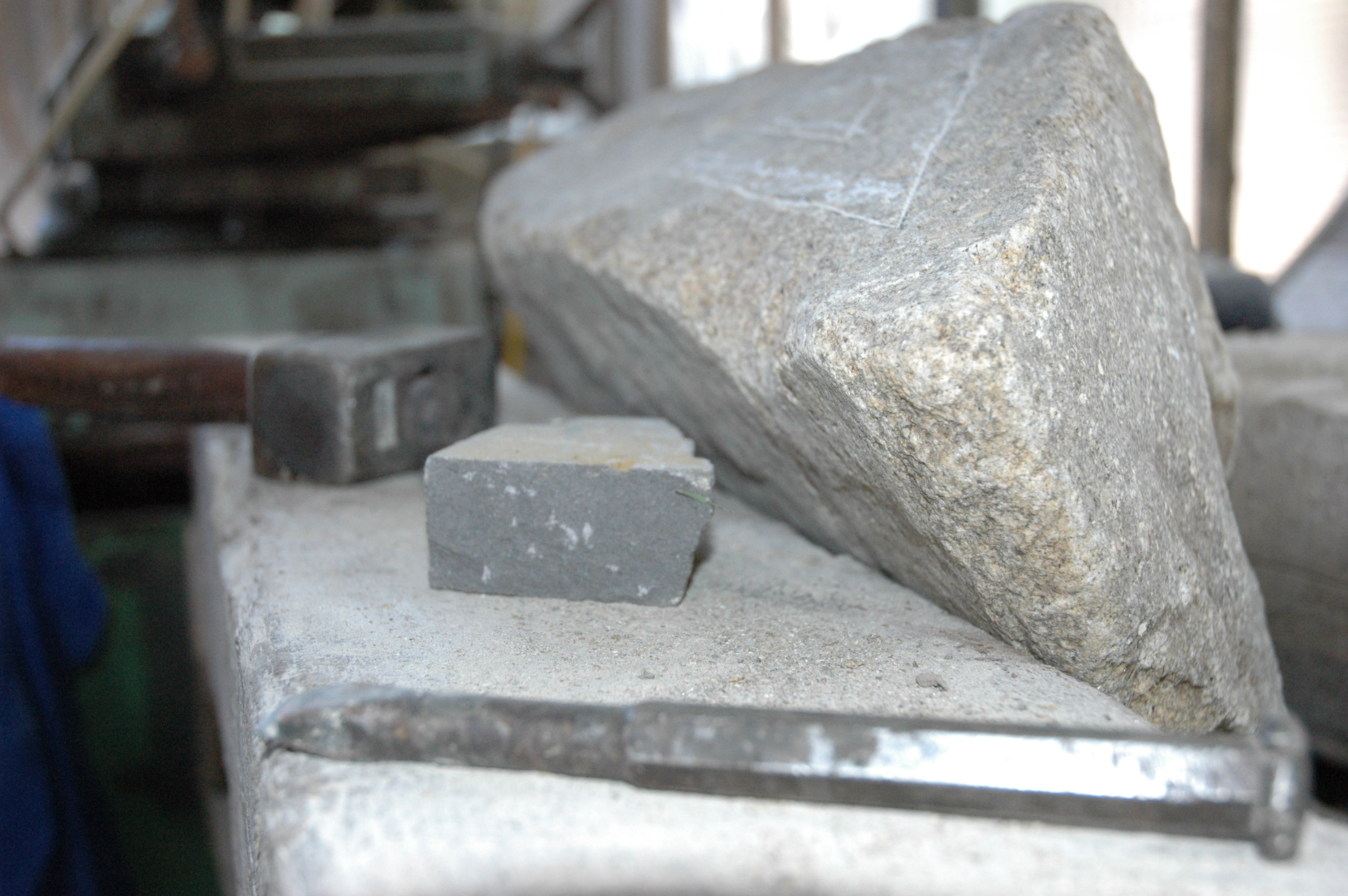
L'atelier de l'artiste.

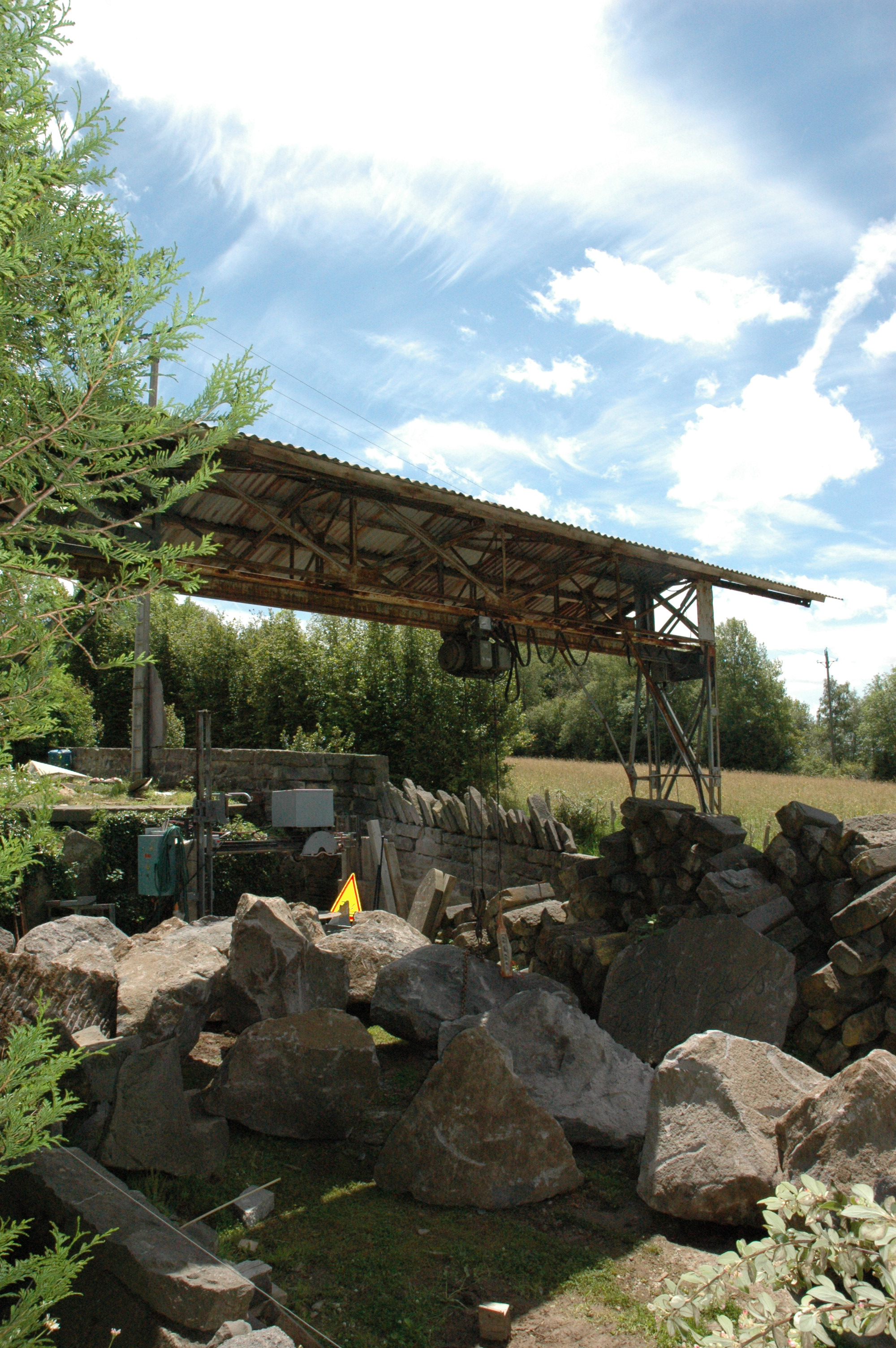
Extérieur de l'atelier.

- 1980 et 1981 : Salon de la jeune sculpture, Paris.
- 1983 : Exposition à Créteil.
- 1986 : Centre loisirs et rencontre, Clermont-Ferrand.
- 1988 : 
  - prix des volcans, Maison de l'innovation, Clermont-Ferrand ;
  - exposition pour la fondation Pagani-Castellenza (Italie) ;
  - exposition Sculpture au quotidien, place de Jaude, Clermont-Ferrand.
- 1990 : 
  - prix des volcans, maison de l'innovation, Sébazac (prix spécial du jury) : Salon Réalités nouvelles, Grand Palais, Paris ;
  - exposition Sculpture au quotidien, jardin Lecoq, Clermont-Ferrand ;
  - Symposium, Besse (Puy-de-Dôme).
- 1991 : Bain d'huile, Clermont Ile, Clermont-Ferrand.
- à partir de 1992 : expositions annuelles à Paris.
- à partir de 1993 : réalisation d'un chemin de sculptures monumentales à Chapdes-Beaufort (Puy-de-Dôme).